# Koen Van den Heuvel
Pour les articles homonymes, voir Van den Heuvel.
Koenraad Van den Heuvel, né le 1er août 1964 à Bornem, est un homme politique belge flamand, membre du CD&V.

## Biographie
Il est bachelier en philosophie, licencié en sciences politiques et sociales, licencié en économie (KUL).
Il est économiste et cadre à la Banque nationale de Belgique (1989 - 2004) 
Le 6 juillet 2004, il est député flamand. 
Le 6 février 2019, il succède à Joke Schauvliege, comme ministre ministre flamand de l'Environnement, de la Nature et de l'Agriculture. 

## Fonctions politiques
- Depuis le 1er janvier 2019 : Bourgmestre de Puers-Saint-Amand
- Depuis 1989 : Conseiller communal à Puers
- 1992 - 1997 : Échevin à Puers
- 1997 - 2018 : Bourgmestre de Puers[1]
- 6 juillet 2004 - 6 février 2019 : Député au Parlement flamand[1]
- 6 février 2019 - 2 octobre 2019 : Ministre flamand de l'Environnement, de la Nature et de l'Agriculture

## Décoration
- Grand officier de l'ordre de Léopold (2024)[3].